# 宇治電ビルディング

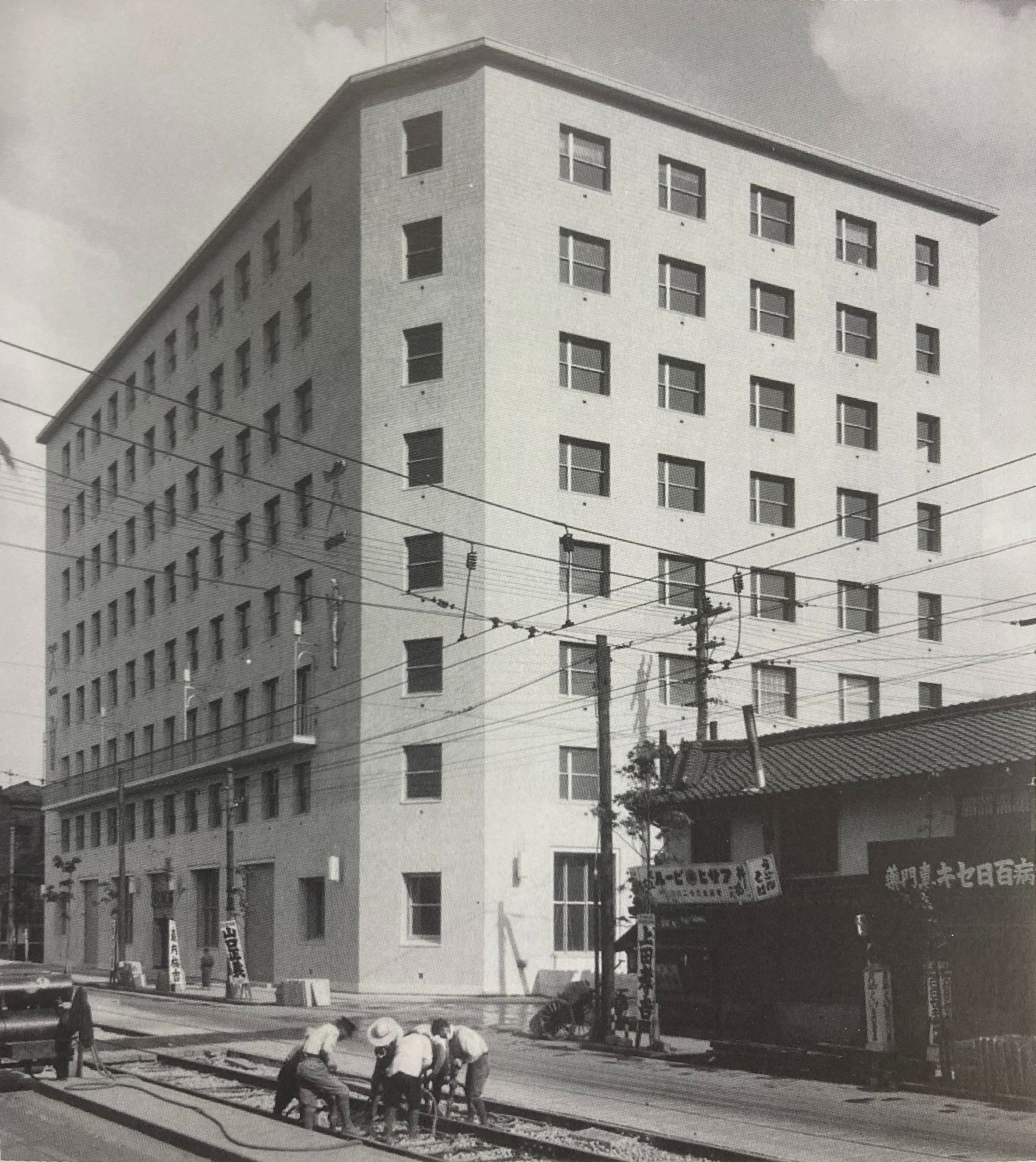
竣工当時の宇治電ビルディング
（1937年4月）。手前の線路は大阪市電曽根崎天満橋筋線。

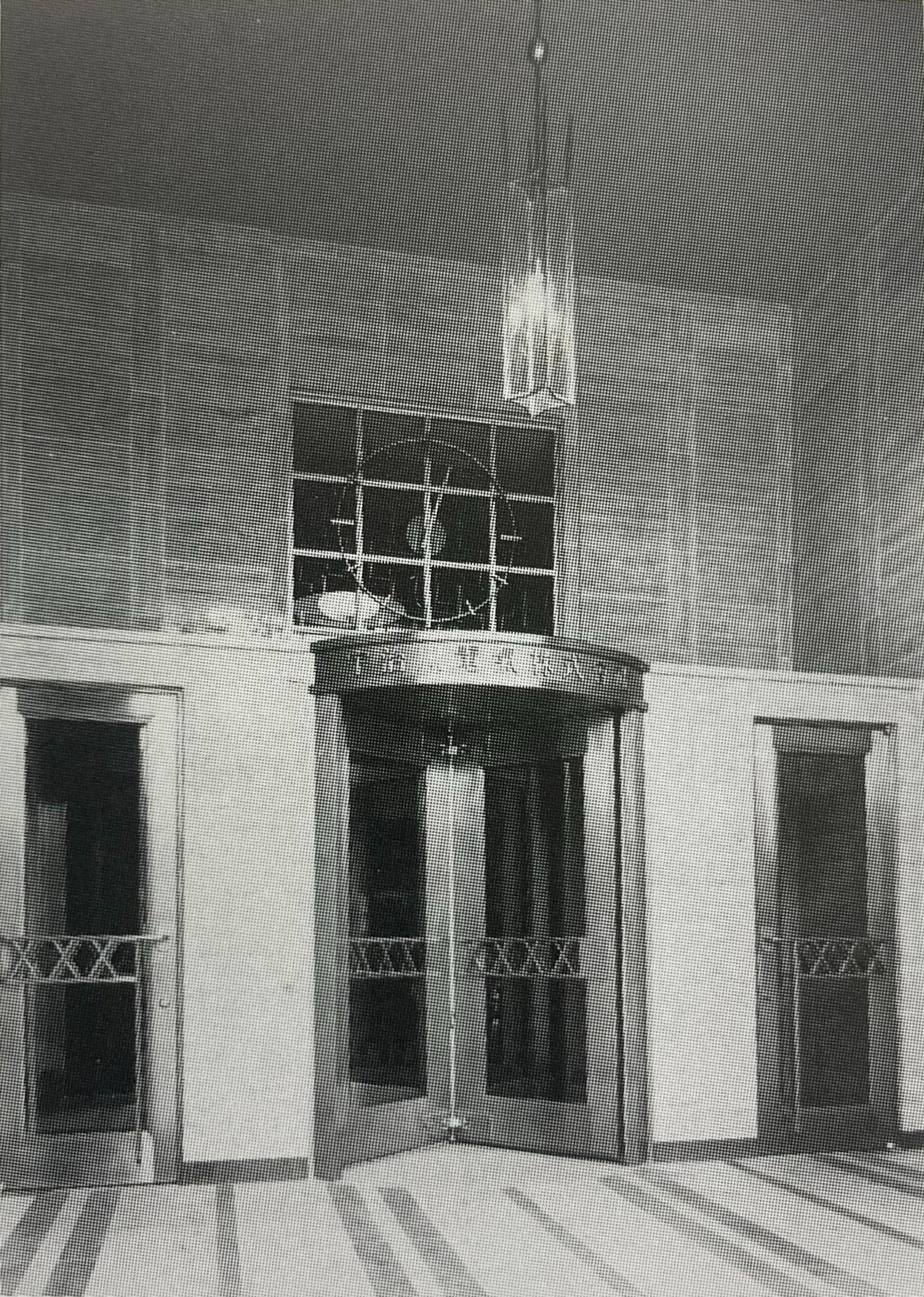
宇治電ビルディング玄関
（1937年4月）

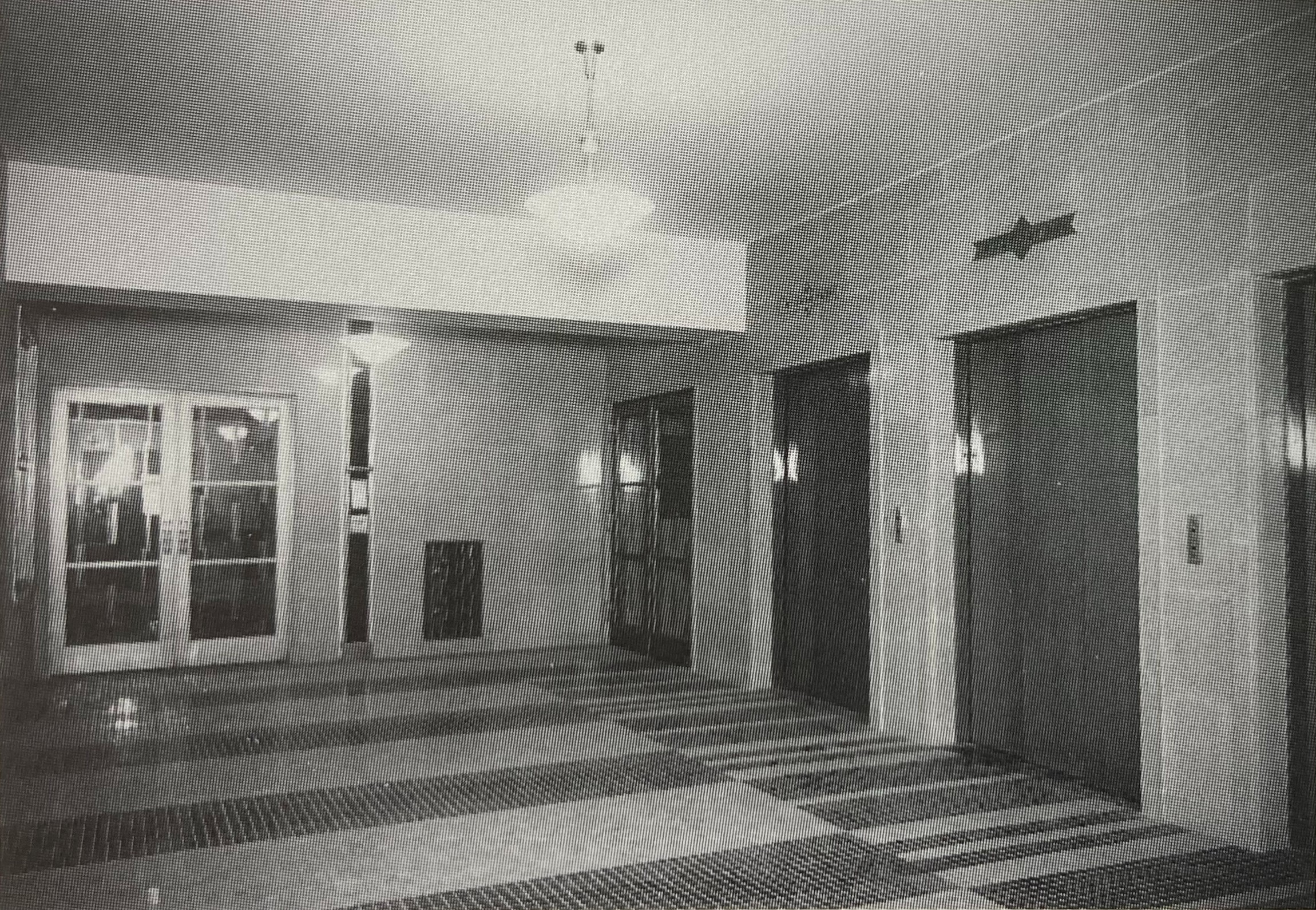
宇治電ビルディングロビー
（1937年4月）

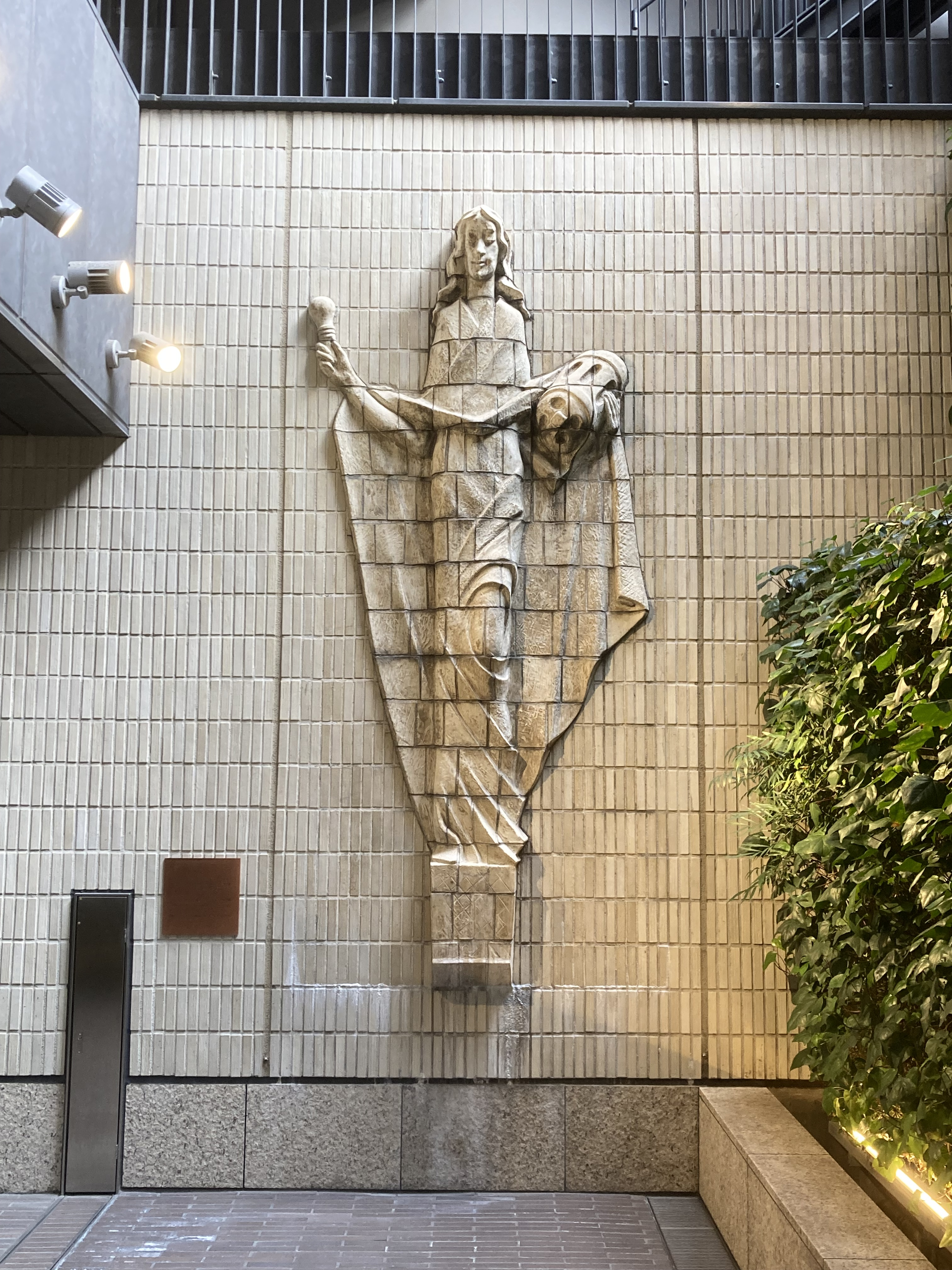
宇治電ビルディング（二代目）のサブエントランス脇に移設された神像テラコッタ・レリーフ

宇治電ビルディング（うじでんビルディング）は、日本の大阪府大阪市北区西天満四丁目にある建築物である。現在のビルは二代目で2014年（平成26年）10月に竣工した。
本項では2012年（平成24年）に解体された旧ビルについて主に記述する。また、同建築物をはじめとした不動産を保有するなどして不動産業を営んでいた会社についても併せて記述する。

## 概要
第二次世界大戦前に電力事業を営んでいた宇治川電気は1925年（大正14年）、大阪府大阪市北区宗是町（現・中之島）に大阪商船・日本電力との協業による大阪ビルディングを建設し、同年9月21日より本社を置いていたが、業務拡大により手狭となったため、自社による社屋建設が企図され、その用地として大阪府大阪市北区梅ケ枝町164番地（現・同区西天満四丁目8番17号）の地を定めた。この社屋は1935年（昭和10年）4月2日に起工、1937年（昭和12年）4月30日竣工、同年5月26日に宇治川電気が全館を賃貸して同社の本社が移転入居した。
新社屋への移転に先立ち、5月20日午前8時から同ビル屋上で落成式を挙行し、披露は同日から4日間行われた。
宇治川電気は国家総動員法（昭和13年法律第55号）に基づく配電統制令（昭和16年勅令第832号）第2條の規定により、1942年（昭和17年）4月1日に配電会社である関西配電として統合を余儀なくされたが、当ビルは関西配電本社として引き続き使用された。第二次世界大戦後の1951年（昭和26年）5月1日からは宇治川電気も系譜の一つとなる関西電力（同日発足）の本社として使用された。1960年（昭和35年）、旧関電ビルディングの完成に伴い、関西電力本社が同ビルに移転して以降はオフィスビルとして運営されたが、老朽化のため2012年（平成24年）に解体された。この際、外壁に設置されていた装飾品の一部が保存されることになり、神像テラコッタ・レリーフの一部は大阪市（大阪歴史博物館）に寄贈されている。
跡地には関電不動産により地上13階・地下1階建の「宇治電ビルディング」（二代目）が建築された。オフィスフロアのほか、1階には店舗区画を有している（2014年10月竣工）。また、旧ビルの外壁を飾っていた神像テラコッタ・レリーフのうちの一体がモニュメントとしてビル裏側のサブエントランス脇に移設されているほか、旧ビル内で使用されていたドアノブやコンセント等の備品の一部、旧ビル竣工当時の模型や説明パネル等が1階エントランスホールに展示されている。

## 建築概要
煙突類の廃された日本初の全電化ビルで、建築費は約230万円である。施主は株式会社宇治電ビルデイング、設計監督は長谷部竹腰建築事務所、建築施工は合資会社清水組（現・清水建設）である。外観からは8階建てに見えるが、1階の階高が高く取られているため、実際は9階建てである。また、ビル北面の東西両サイドに電球とモーターを持った神像テラコッタ・レリーフと、それぞれの神像の上部に雲と雷と水を模したレリーフが飾られていた。
ビル正面玄関の中央部には回転ドアが設置されていたが、六本木ヒルズ森タワーの回転ドア事故後、自動ドアに変更されている。
玄関を通った突き当りにエレベーターホール（広間）があり、エレベーターが3台並列で設置されている。関西電力本社として使用されていた1950年代は、ラッシュ時に各エレベーターの停止階を変える停止階制御が行われていた（1号機：1,6,8階、2号機：1,4,5,6,7階、3号機：1,7,9階）。
下記の電気設備にも記載しているが、変電所からの電力を2回線（個々750kVAの容量で常時1回線、予備1回線）で受電する。また、塔屋一階及び地階に蓄電池室を設置しており、万が一の停電時にも保安電話・局線（外線）及び予備電燈（非常灯）に電力供給が可能など、BCP（事業継続計画）という概念が一般的でなかった当時、最先端の設備を誇った。
以下は新築落成時のデータである。

### 工事概要
- 位置：大阪市北区梅ケ枝町164番地（現・大阪市北区西天満四丁目8番17号）
- 起工：1935年（昭和10年）4月2日
- 竣工：1937年（昭和12年）4月30日
- 構造形式：鉄骨鉄筋コンクリート造
- 敷地面積：1,640.92 m2（495坪34）
- 建築面積：1,341.79 m2（405坪9308）
- 延床面積：12,036.5288 m2（3641坪049962）
- 各階内訳
  - 地階：1,358.947m2（411坪0814975）
  - 一階：1,341.920m2（405坪9308000）
  - 二階： 408.4368m2（123坪552132）
  - 三階 - 四階：1,253.610m2（379坪217025）
  - 五階 - 九階：1,230.821m2（372坪3233425）
  - 屋上一階：132.95m2（40坪217375）[注 2]
  - 屋上二階：132.95m2（40坪217375）
- 建築様式：近世式
- 建築高：軒高31.0m[注 3]、塔屋高37.20m
- 階高：1階 - 3階間：5.45m、その他：3.48m[11]
- 基礎：マルチペデスタルコンクリート杭打鉄筋コンクリート造
- 階数：地下1階、地上9階、屋上2階
- 各階室割
  - 地階：変電室、冷暖房機室、金庫、倉庫、理髪室、ポンプ室、手洗所、料理室、食堂、物置、塵芥焼却室
  - 一階：玄関広間、営業室、料金係室、応接室、公衆電話室、受付、湯沸場、宿直室、手洗所、運転手控室、自動車置場、喫茶室
  - 二階：電話交換室、同試験室、宿直室、手洗所、湯沸場、更衣室、浴室、使丁室（小使室）
  - 三階：広間、内線課、調査課、取締役業務部長室、応接室、予備室、外套室、手洗所、湯沸場
  - 四階：広間、会議室、秘書課、社長室、各重役室、応接室、予備室、外套室、手洗所、湯沸場
  - 五階：広間、株式係、文書係室、調度係室、総務部長室、応接室、山陽電鉄出張員室、予備室、外套室、手洗所、湯沸場
  - 六階：広間、会計課、宇治電証券会社、宇治電ビルデイング、財務課財団係、取締役経理部長室、応接室、予備室、外套室、手洗所、湯沸場
  - 七階：広間、線路課、土木部長室、応接室、予備室、用地課、土木課、外套室、手洗所、湯沸場
  - 八階：広間、新聞記者室、電気課、取締役電気部長室、応接室、発電課、配電室、予備室、手洗所、湯沸場
  - 九階：広間、料理場（配膳室）、一号食堂、二号食堂、来賓食堂、大倶楽部室、小倶楽部室、倶楽部日本座敷、手洗所
  - 屋上一階：青写真室、蓄電池室、蓄電池係員室、物置
  - 屋上二階：エレベーター機械室、タンク室
- 外装
  - 根石：花崗石錆石
  - 腰壁：琉球産トラバーチン水磨
  - 一階窓廻り：琉球産トラバーチン貼
  - 窓・台石（礎石）・パラペット・笠石：擬石据付
  - 飾り彫刻人像・その他：全部タイル貼り
  - 塔屋：色モルタル塗

### 空調設備
- 空気温湿度調整装置：いわゆる空気調和設備で、本設備は地階機械室に設置され、本館全事務室・食堂・その他に対し、所定の温湿度に調整してダクトにより給気する。
  - 夏期はキャリア遠心渦巻型冷凍機200馬力で室温を華氏80度（摂氏26.7度）、湿度50%に調整して給気する。
  - 冬期は上記冷凍機を逆作用して生ずる温水を、一部を予熱器に大部分を再熱器に循環して給気を加温し、更に電熱による空気加熱器を通して室温を華氏65度（摂氏18.3度）に調節保持する。
- 換気装置：各々その目的に応じて別個送風機により室内の換気を行う（地階全部、各厨房、機械室、電気室、各階手洗所等）

### 電気設備
- 受電設備：宇治川電気海老江変電所から三相3線式高圧3,300Vで受電、引込線はケーブル2回線で個々750kVAの容量（常時1回線、予備1回線）
- 電気室：地階北東隅に電気室を設け、変圧器及び配電盤を設置して建物内設備の電燈・電熱・動力について変電供給を実施。
  - 電燈：単相3線式110V
  - 動力：単相3線式220V
- 蓄電池室：塔屋一階及び地階電気室に接して蓄電池室を設置
  - 塔屋一階：保安電話電源用、24ボルト500アンペアアワー×1組、146ボルト24アンペアアワー・74ボルト24アンペアアワー合計4組設置。
  - 地階電気室：局線用、48ボルト154アンペアアワー×2組、予備電燈用110ボルト180アンペアアワー×1組設置
- 電燈用分電盤：各階廊下の東西に1面設置し、電気室よりの立上りは単相3線式、単相2線式、直流2線式、交直流切替装置付2線式の4種を分電盤で各フィーダーに分岐して電燈に供給する。
- 電熱用分電盤：各階廊下に1面設置し、湯沸室電熱及び特殊室内のストーブ用電熱に供給。電気室よりの立上りは三相3線式で各階分電盤に配線し、単相2線式220Vで手元コンセントに至る。
- 電話機設備：電話機は全部自動式で逓信省標準のラインファインダーを採用（日本電気製三数字式自動交換機を使用）。
  - 私設線容量200回線、実装150回線、局線（外線）35回線を収容し、私設電話機（内線電話）140個を取り次ぐ。
  - 附加設備として同時呼出装置により幹部相互の会議・打合せが可能な手動中継台を3座席実装。
  - 別に業務用保安電話機を備え、共電式磁石式併用交換機を設備し、共電式140回線、磁石式90回線を収容。私設電話用蓄電池は容量154アンペアアワーで充電器は水銀整流器を使用する。
- 呼鈴設備：日本電気製の直流ランプ式を採用。社長、副社長、取締役、その他各部の必要なる系統に従い簡便且つ迅速に呼出信号を行う。
- 幹部出退表示装置：交流ランプ式表示器を各室に設置し、ランプの点滅により幹部の出退を表示する。
- 拡声機設備：ビル内各室に告知用として日本電気製スピーカーを設置（マグネティックコーン型スピーカー41個、NE式ライツ型マイクロフォン3個、20W据置型増幅装置1面）。
- 警報設備：各階階南及び北廊下の消火栓の位置に能美式手動火災報知機を備え、厨房室及び倉庫内に自動火災報知機を設置し、出火に際し受信盤に警報する。
- オゾン発生機設備：地階機械室内に園部式オゾン発生機1基を据付。温湿度調整用風導管に連絡して一般送気と共に全館に供給する。
- 昇降機設備
  - 客用エレベーター3基（三菱直流可変電圧歯車無し自動精密着床二釦多数呼釦制御式エレベーター）
    - 積載量：2,500封度（約1,134kg）、速度：毎分350呎（106.68m）、扉開閉装置：電動開閉式

  - 人荷用エレベーター1基（オーチスシングルラップトテクションギヤードマイクロドライブ（自動水平精密着床装置）プッシュボタンコントロール）
    - 積載量：2,500封度（約1,134kg）、速度：毎分200呎（60.96m）、扉開閉装置：オーチスO型ドアオペレーター

### 沿革
- 1935年（昭和10年）
  - 4月2日 - 起工
  - 9月上旬 - 本工事に着手[13]
- 1937年（昭和12年）
  - 4月30日 - 竣工
  - 5月26日 - 宇治川電気が本店所在地を大阪市北区梅ケ枝町164番地及び同区曾根崎上一丁目91番地に移転[3]
- 1942年（昭和17年）4月1日 - 関西配電本社となる[5]。
- 1951年（昭和26年）5月1日 - 関西電力本社となる[6]。
- 1960年（昭和35年）5月1日 - 関電ビルディングに関西電力本店・大阪北支店・近畿支社及び大阪火力事務所が移転（3日まで）[14]
- 2009年（平成21年） - ビル建て替えのため閉鎖
- 2012年（平成24年）
  - 4月16日 - 旧ビル解体開始
  - 9月30日 - 旧ビル解体完了
  - 10月17日 - 宇治電ビル（仮称）建設工事の起工式を実施[15]
- 2014年（平成26年）10月20日 - 宇治電ビルディング（二代目）が完成[16]

## 宇治電ビルデイング（法人）

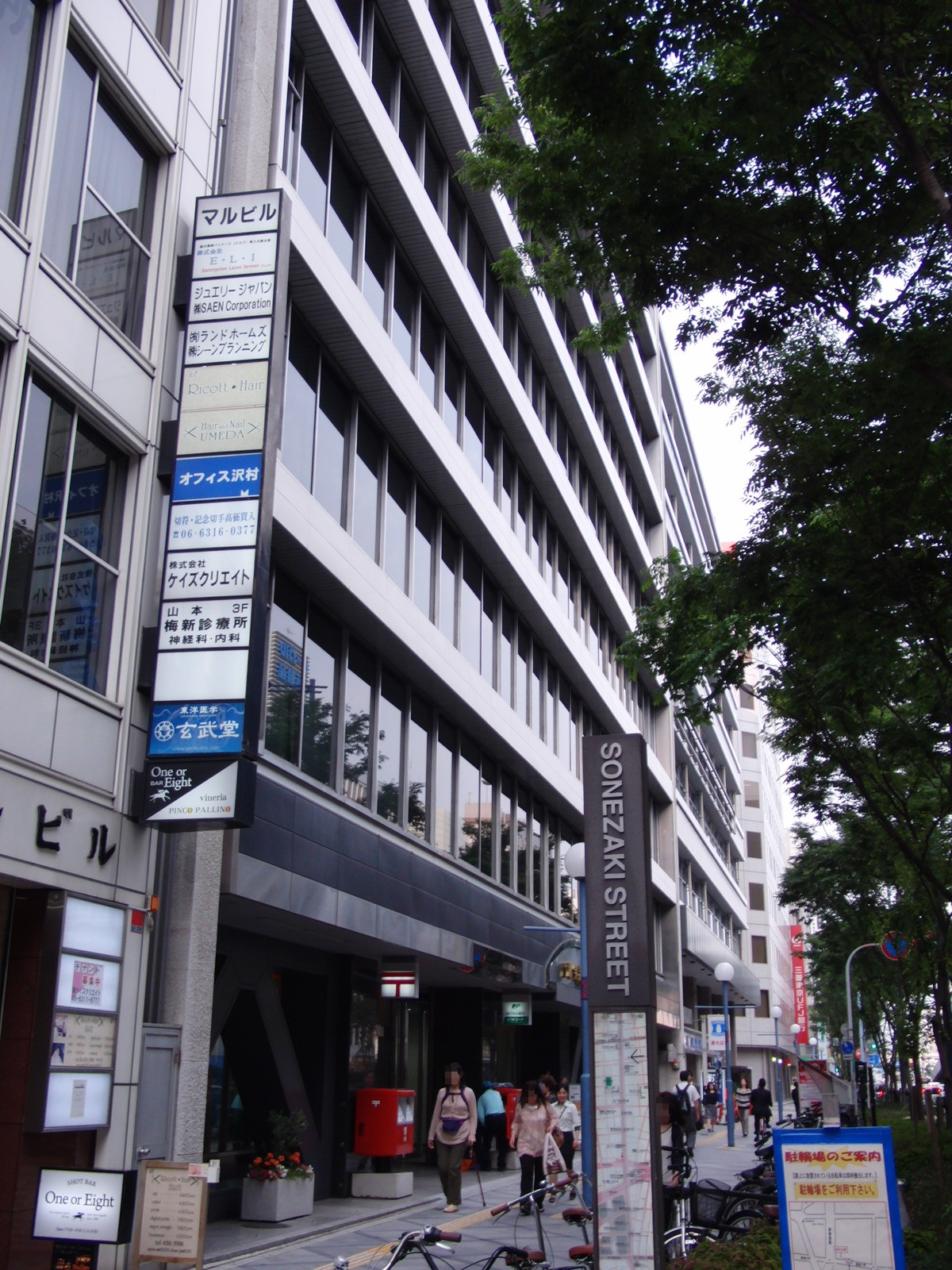
新宇治電ビルディング
（2012年8月）

不動産管理会社としての「宇治電ビルデイング」は、宇治電ビルディング起工後の1935年（昭和10年）6月15日、「株式會社宇治電ビルヂング」の商号で資本金50万円（当時）で設立された。宇治川電気本社社屋の土地建物を管理する目的で別会社として設立された。設立時の本店所在地は大阪市北区宗是町1番地（現・中之島）だったが、宇治電ビルの完成に伴い、1937年（昭和12年）5月26日に本店を大阪市北区梅ケ枝町164番地及び同区曾根崎上一丁目91番地に移転した。同年9月30日、商号を「株式會社宇治電ビルデイング」に変更した。
その後、1965年（昭和40年）10月に「新宇治電ビルディング」を、1987年（昭和62年）7月に「梅田UNビル」を建築して賃貸していた。
同社は2003年（平成15年）11月5日に関西電力の完全子会社となった後、2004年（平成16年）10月1日に関西電力のグループ事業の再編に伴い「関電不動産」に再編され、同社は2016年（平成28年）4月1日にMID都市開発を合併して「関電不動産開発」に商号変更している。
新宇治電ビルディングは2018年（平成30年）に解体され、関電不動産開発が跡地にホテル建設を計画し、2020年（令和2年）4月に竣工。施工は鹿島建設。同年8月1日に関電アメニックスが運営するホテルエルシエント大阪が開業した。2024年（令和6年）4月1日にホテルエルシエント大阪梅田と名称変更している。